# جووانی د ریو
جووانی د ریو (ایتالیایی: Giovanni de Riu؛ زادهٔ ۱۰ مارس ۱۹۲۵ در ماکومر، درگذشتهٔ ۱۱ دسامبر ۲۰۰۸) رانندهٔ مسابقات اتومبیل‌رانی فرمول یک اهل ایتالیا بود که در فصل ۱۹۵۴ در مجموع در یک گراند پری شرکت کرد، اما موفق به کسب هیچ امتیازی نشد.
د ریو در ۱۱ دسامبر ۲۰۰۸ درگذشت.